# Németh József (fotóművész)
Németh József (Budapest, 1911. március 5. – Budapest, 2006. július 29.) Balázs Béla-díjas magyar reklámgrafikus, fotóművész.

## Életpályája
Szülei Németh Márton és Blaskó Berta Mária voltak. Tanulmányait Jaschik Álmos magániskolájában végezte el, ahol grafikát tanult. Az 1940-es évek elején a Gamma Műveknél a fotóosztály tanácsadója volt. 1942-1943 között városmonográfiákat illusztrált. 1946-1961 között önálló tervező volt; plakátokat, reklámanyagokat készített. 1956-ban a Magyar Fotóművészek Szövetségének tagja lett. 1957-1958 között a Magyar Újságírók Országos Szövetsége tagja volt. 1961-1971 között a Magyar Távirati Iroda grafikus-fotóművésze volt.

## Magánélete
1939-2000 között Kremsz Eta volt a felesége. Egy lányuk született: Németh Andrea (1946), aki fotós, reklámgrafikus lett.

## Művei
- Szabadfogású birkózás (1943)
- Leica-felvételek (1945)
- Képek – Emlékek (1946)
- Olcsó gép – jó felvétel (1955)
- Sárospataki kerámiák (1955)
- Különleges objektívek (1958)
- Hollóházi porcelán (1974)
- Herend porcelánművészete (1976)
- Zsolnai porcelán (1989)
- Németh József (2003)

## Kiállításai

### Egyéni
- 1963 Varsó, Krakkó
- 2004 Budapest
- 2005 Dunakeszi

### Csoportos
- 1947 Budapest

## Díjai, kitüntetései
- Rizzoli-díj (1969, ?, ?)
- Pécsi József-díj (1981)
- a Magyar Reklámszövetség életműdíja (1998)
- a Fotóművészek Szövetségének életműdíja (1999)
- a MAOE Alkotói Nagydíja (2001)